# Brodiaea orcuttii
Brodiaea orcuttii là một loài thực vật có hoa trong họ Măng tây. Loài này được (Greene) Baker mô tả khoa học đầu tiên năm 1896.